# بوستون (نیویورک)
بوستون (به انگلیسی: Boston) یک منطقهٔ مسکونی در ایالات متحده آمریکا است که در شهرستان ایری، نیویورک واقع شده‌است. بوستون ۹۲٫۷۸ کیلومتر مربع مساحت دارد ۲۸۱٫۹۴ متر بالاتر از سطح دریا واقع شده‌است.